# Louise af Anhalt-Dessau (1798-1858)
Louise af Anhalt-Dessau (1. marts 1798–11. juni 1858) var en tysk prinsesse af Anhalt-Dessau, der var landgrevinde af Hessen-Homburg fra 1846 til 1848 som ægtefælle til landgreve Gustav af Hessen-Homburg. Hun tilhørte Huset Askanien og var datter af arveprins Frederik af Anhalt-Dessau.

## Biografi
Prinsesse Louise blev født den 1. marts 1798 i Dessau i Anhalt som det ældste barn af arveprins Frederik af Anhalt-Dessau i hans ægteskab med landgrevinde Amalie af Hessen-Homburg. Hendes far var det eneste overlevende barn af fyrst Leopold 3. af Anhalt-Dessau og var arving til det lille fyrstendømme (og fra 1807 hertugdømme) Anhalt-Dessau i det centrale Tyskland. Prinsesse Louise var døvstum fra fødslen.
Prinsesse Louise giftede sig den 12. februar 1818 i Dessau med sin onkel landgreve Gustav af Hessen-Homburg (1781–1848. Gustav var bror til Louises mor og en yngre søn af landgreve Frederik 5. af Hessen-Homburg og Caroline af Hessen-Darmstadt. I ægteskabet blev der født tre børn, 2 døtre og en søn.
Landgreve Gustav døde den 8. september 1848 i Bad Homburg. Landgrevinde Louise overlevede sin mand med 9 år og døde som 60-årig den 1. marts 1858 i Bad Homburg.

## Børn
- Prinsesse Caroline af Hessen-Homburg (1819–1872); gift i 1839 med Henrik 20., Fyrst Reuss til Greiz
- Prinsesse Elisabeth af Hessen-Homburg (1823–1864)
- Prins Frederik af Hessen-Homburg (1830–1848)

## Eksterne links
- Wikimedia Commons har flere filer relateret til Louise af Anhalt-Dessau (1798-1858)